# Represa Punta Negra

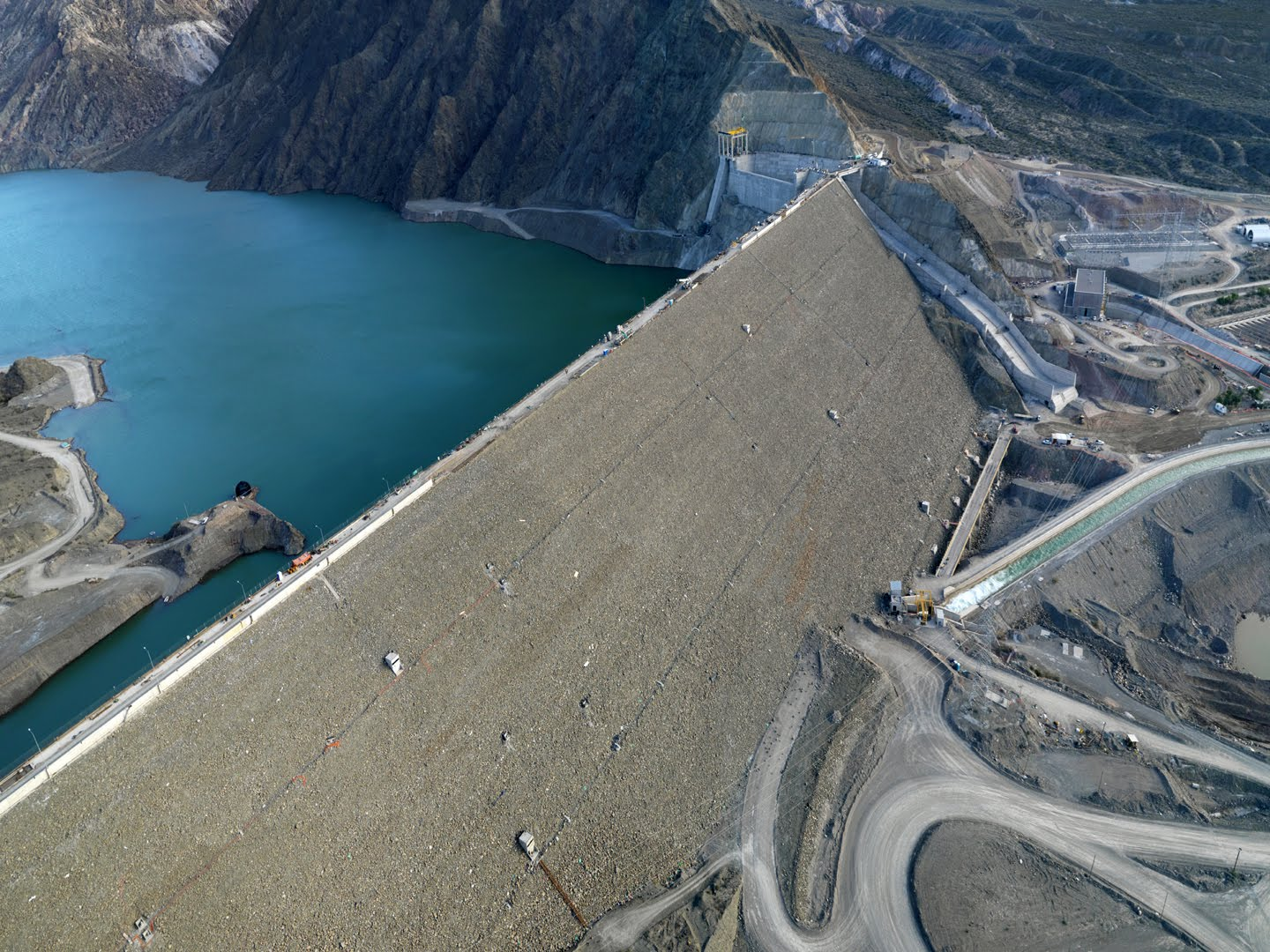
Vista aérea de la presa.

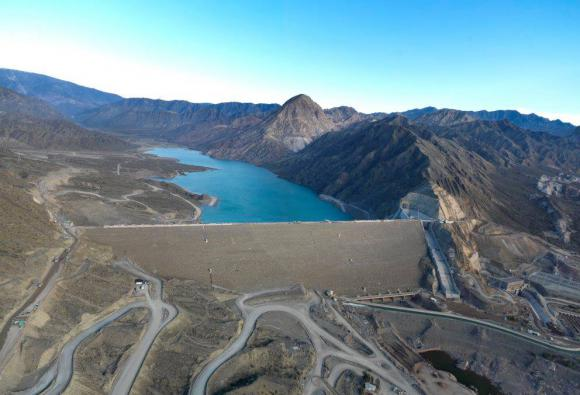
Otra vista aérea de la presa.

La represa Punta Negra es un embalse y represa hidroeléctrica que se ubica sobre el curso permanente del río San Juan, en el límite entre los departamentos de Ullum y Zonda, en el centro sur de la provincia de San Juan, al oeste de Argentina. Fue inaugurado en 2015.
La obra se inició a principios de 2010 y finalizó en agosto de 2015. La obra preve crear un embalse compensador para la Represa Los Caracoles y así optimizar la explotación de su central hidroeléctrica, y el aumento de generación de energía hidroeléctrica. La construcción de Punta Negra lleva invertidos 410 millones de dólares, 

## Historia
El 28 de diciembre de 2009 se firmó el acta que permitió comenzar con las obras de construcción de la represa hidroeléctrica Punta Negra, el cuarto dique de San Juan, destinando para tal fin una inversión de más de 1200 millones de pesos. El 9 de enero de 2010 que comenzó la obra, en 2014 la Energía Provincial Sociedad del Estado (EPSE) comunicó que se llegó al 52% de ejecución y, de no haber contratiempos, en el segundo trimestre del 2015.

## Ubicación de la obra
El área correspondiente a la obra del aprovechamiento hidroenergético Punta Negra se localiza sobre el cauce de Río San Juan, en el kilómetro 35 de la Ruta Provincial 12, en el límite entre los departamentos Ullúm y Zonda, en un ambiente montañoso, perteneciente al macizo paleozoico de Precordillera, sobre una quebrada producto de erosión hídrica llevada a cabo por el nombrado río.
El área de influencia directa del proyecto comprende los valles de: Ullúm - Zonda y Tulúm

## Importancia
El objetivo general del proyecto es el desarrollo económico de la provincia de San Juan, la sustentabilidad de los sistemas de riego y drenaje en los valles de Tulúm y Ullúm – Zonda y la sustentabilidad del Sistema Interconectado Nacional (SIN).
La realización de un aprovechamiento hidroeléctrico a emplazar a 19 km. aguas abajo del Proyecto Caracoles, en el actual azud de Punta Negra. La central opera en las horas de valle y resto, sirviendo de embalse compensador por la energía generada en las horas pico en CH Caracoles.
Le energía eléctrica será inyectada en el Mercado Eléctrico Mayorista (MEM), utilizándose la presa embalse para incrementar el control y disponibilidad de agua para fines agrícolas, además del control de sedimentos y manejo de crecidas. La construcción de la presa tendrá un impacto sobre el desarrollo turístico regional, tanto por las actividades de recreación vinculadas por la represa como por el mejoramiento de la infraestructura energética.
Una vez alcanzada la fase de operación, el proyecto prevé una generación de 296,4 GWh de energía anual promedio, producida por dos turbinas tipo Francis de 31,1 MW cada una. El valor de generación real, es posible que sea significativamente menor al proyectado si se tiene en cuenta que los aportes del río están siendo menores a los históricos, tal como puede comprobarse en los valores de producción de la Represa Los Caracoles que se encuentra sobre el mismo cauce. El aprovechamiento hídrico producirá un incremento del área cultivada de aproximadamente 10 000 hectáreas y dará mayor seguridad en cuanto a la reserva de agua de las 110 000 hectáreas actualmente disponibles para riego.
Si bien el Gobierno local puso el ojo -en un principio- en explotar la generación energética de los principales diques, las temporadas de sequía han cambiado y la construcción logró hacer un embalse para poder regar las casi 112 000 hectáreas productivas que tiene San Juan. al permitir incrementar en 12 000 hectáreas el área cultivable y dará mayor seguridad en cuanto a la reserva de agua actualmente disponible para riego, ampliando la producción agropecuaria fundamentalmente de vid y oliva, de alto valor agregado. En el año 2007 la superficie cultivable en San Juan alcanzaba las 104 000 hectáreas, con las obras de Caracoles y Punta Negra la superficie suma 29 000 hectáreas.

## Fuente consultada
- www.epse.com.ar